# Маркес-де-Комильяс
Марке́с-де-Комилья́с (исп. Marqués de Comillas) — муниципалитет в Мексике, штат Чьяпас, с административным центром в посёлке Самора-Пико-де-Оро. Численность населения, по данным переписи 2020 года, составила 12 892 человека.

## Общие сведения
Название Marqués de Comillas с испанского — маркиз Комильясский, испанский дворянский титул, учреждённый королём Испании Альфонсо XII.
Площадь муниципалитета равна 909,3 км², что составляет 1,2 % от площади штата, а наиболее высоко расположенное поселение Рио-Салинас, находится на высоте 222 метра.
Он граничит с другими муниципалитетами Чьяпаса: на востоке с Бенемерито-де-лас-Америкасом, на севере и западе с Окосинго, а на юге проходит государственная граница с республикой Гватемала.

## Учреждение и состав
Муниципалитет был образован 28 июля 1999 года, по данным 2020 года в его состав входит 27 населённых пунктов, самые крупные из которых:
| Код INEGI                  | Населённый пункт                                                                                      | Численность населения (2005 год) | Численность населения (2010 год) | Численность населения (2020 год) |
| -------------------------- | --- | -------------------------------- | -------------------------------- | -------------------------------- |
| 116                        | Всего                                                                                                 | 8538                             | 9856                             | 12892                            |
| 0001                       | Самора-Пико-де-Оро (исп. Zamora Pico de Oro) 16°19′59″ с. ш. 90°45′55″ з. д. (административный центр) | 1788                             | 1734                             | 2769                             |
| 0009                       | Эмилиано-Сапата (исп. Emiliano Zapata) 16°17′25″ с. ш. 90°37′15″ з. д.                                | 1037                             | 1082                             | 1490                             |
| 0017                       | Кирингичаро (исп. Quiringuicharo) 16°25′32″ с. ш. 90°42′36″ з. д.                                     | 881                              | 948                              | 1268                             |
| 0020                       | Сан-Исидро (исп. San Isidro) 16°15′44″ с. ш. 90°45′54″ з. д.                                          | 570                              | 580                              | 814                              |
| 0023                       | Тьерра-и-Либертад (исп. Tierra y Libertad) 16°11′38″ с. ш. 90°42′14″ з. д.                            | 315                              | 578                              | 719                              |
| 0004                       | Америка-Либре (исп. América Libre) 16°12′59″ с. ш. 90°44′23″ з. д.                                    | 546                              | 359                              | 674                              |
| 0005                       | Баррио-Сан-Хосе (исп. Barrio San José) 16°09′20″ с. ш. 90°41′47″ з. д.                                | 241                              | 485                              | 556                              |
| —                          | Прочие                                                                                                | 3160                             | 4090                             | 4602                             |
| Названия на карте Генштаба | |                                  |                                  |                                  |

## Экономическая деятельность
По статистическим данным 2000 года, работоспособное население занято по секторам экономики в следующих пропорциях:
- сельское хозяйство и скотоводство — 82,4 % ;
- промышленность и строительство — 5,3 %;
- торговля, сферы услуг и туризма — 10,9 %;
- безработные — 1,4 %.

## Инфраструктура
По статистическим данным 2020 года, инфраструктура развита следующим образом:
- электрификация: 98,6 %;
- водоснабжение: 22,4 %;
- водоотведение: 85,5 %.

## Туризм
Основные достопримечательности:
- Лас-Гуакамаяс — туристический центр и заповедник, в котором сохраняются экзотические виды птиц, в частности красный ара.